# Mail.ru
 (avril 2023).

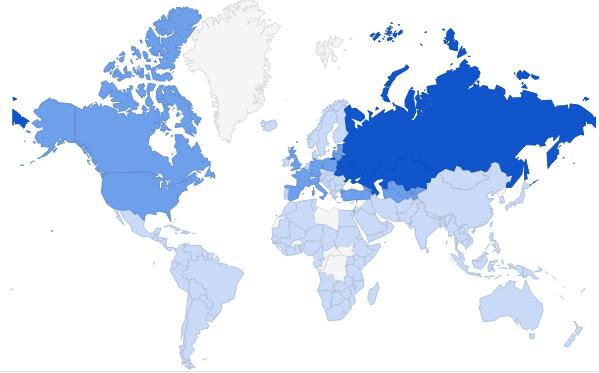
Utilisation de Mail.ru dans le monde.

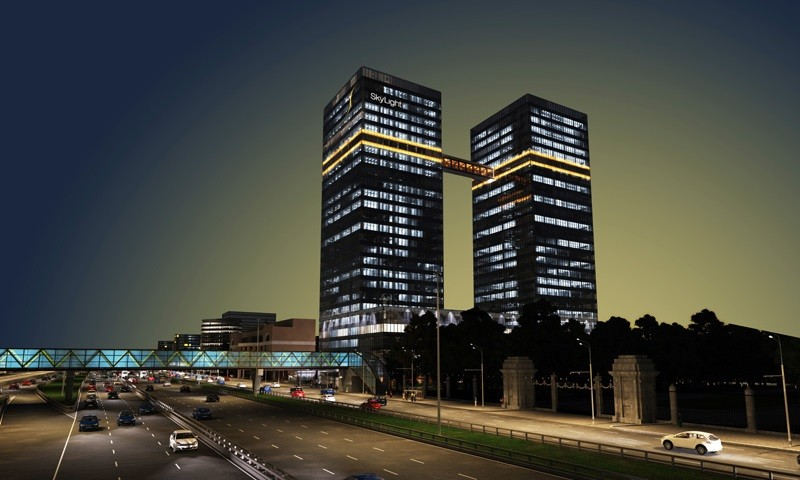
Siège du groupe à Moscou.

Mail.ru est un portail web ainsi qu'un moteur de recherche populaire en Russie. Il permet de mettre en ligne des photos, des vidéos et de la musique. Sur la page web ou en téléchargeant le logiciel mail.ru, il est possible de discuter par écrit, par audio et vidéo. Ce site web est aussi connu pour faire grossir son nombre de vues à l'aide d'Adwares à travers le monde[pas clair].
Le titre a été retiré de cotation en bourse de Londres à la suite du rachat par Megafon. Son code était : MAIL.

## Histoire
En décembre 2013, il était le 4e site le plus populaire en Russie et le 31e mondial selon le site Alexa.com. Il était aussi 1er au Kazakhstan, 2e en Ouzbékistan, 3e au Kirghizistan, 4e en Azerbaïdjan, 5e en Arménie, Biélorussie, Moldavie et Ukraine, 6e en Géorgie, 7e en Estonie et 17e en Lettonie. Le site accueille 2,2 millions de visiteurs quotidiennement.
En décembre 2016, MegaFon annonce l'acquisition pour 740 millions de dollars d'une participation de 63,8 % dans Mail.ru.

## Langues disponibles
La très grande majorité des membres utilise le russe, outre leur langue nationale (ukrainien, moldave, biélorusse, tadjik, ouzbek, etc.). Mais il existe des membres dans le monde entier. Le site comporte des photos des pays des membres.